# میریام روسل
میریام روسل (به انگلیسی: Myriem Roussel) بازیگر فرانسوی است که در ۲۶ دسامبر ۱۹۶۱ در رباط (مراکش) متولد شد. او بیشتر برای بازی در نقش ماری در فیلم درود بر مریم ساخته ژان لوک گدار در سال ۱۹۸۵ مورد توجه قرار گرفت.

## فیلم‌شناسی
دیگر فیلم‌های او عبارتند از:
- میهن‌پرستان - ۱۹۹۴
- تاریکی ظهر - ۱۹۹۳
- نام کوچک: کارمن (۱۹۸۳)